# كيفين شلوتيربيك
كيفين شلوتيربيك (مواليد 28 أبريل 1997) هو لاعب كرة قدم ألماني يلعب في مركز المدافع في نادي فرايبورغ.

## روابط خارجية
- كيفين شلوتيربيك على موقع قاعدة بيانات كرة القدم.إي يو (الإنجليزية)
- كيفين شلوتيربيك على موقع ليكيب (الفرنسية)
- كيفين شلوتيربيك على موقع Soccerway.com (الإنجليزية)
- كيفين شلوتيربيك على موقع عالم كرة القدم.نت (الإنجليزية)
- كيفين شلوتيربيك على موقع أوليمبيديا (الإنجليزية)
- كيفين شلوتيربيك على موقع اللجنة الأولمبية الألمانية (الألمانية)
- كيفين شلوتيربيك على موقع AS.com (الإسبانية)